# Melitaea bethunebakeri
Melitaea bethunebakeri är en fjärilsart som beskrevs av De Sagarra 1926. Melitaea bethunebakeri ingår i släktet Melitaea och familjen praktfjärilar. Inga underarter finns listade i Catalogue of Life.